# آلتی‌پلانو

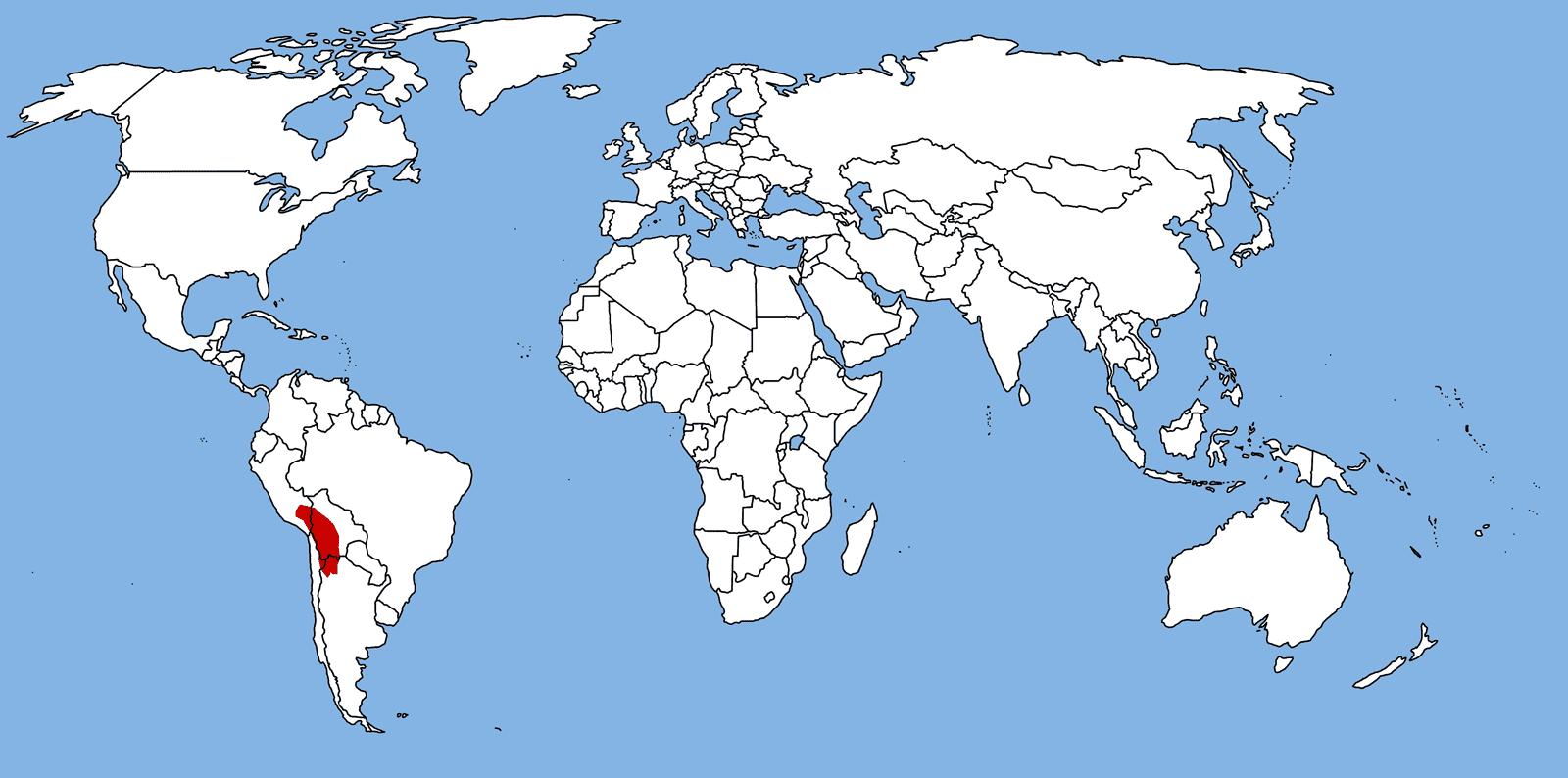
موقعیت آلتیپلانو در آمریکای جنوبی

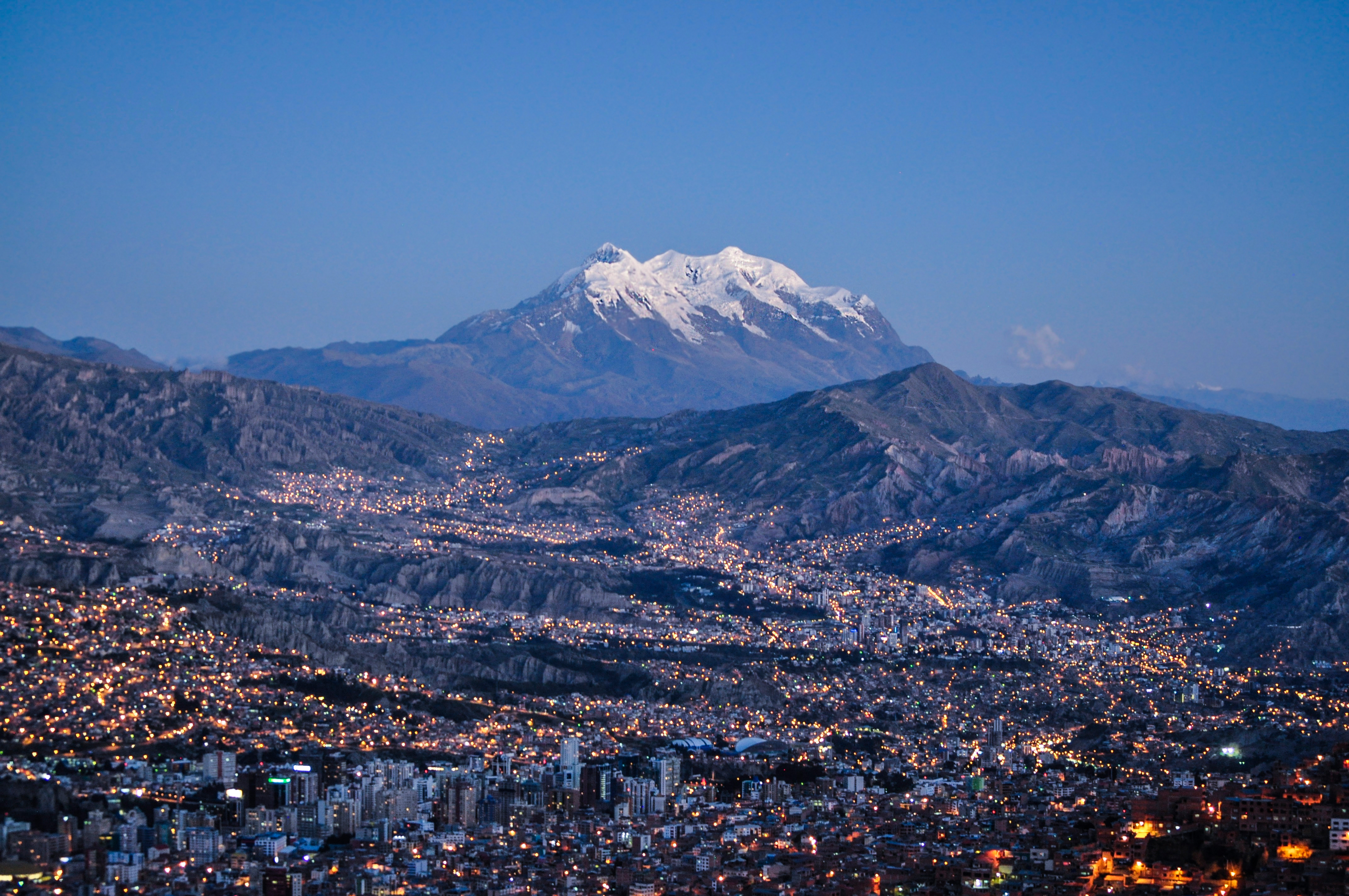
لاپاز پایتخت بولیوی بزرگ‌ترین شهر در آلتیپلانو و بلندترین پایتخت در دنیاست.

آلتیپلانو (انگلیسی: Altiplano) که به نام‌های فلات آند و فلات بولیوی نیز شناخته می‌شود، عریض‌ترین بخش کوه‌های آند است که در غرب میانه آمریکای جنوبی قرار دارد. آلتیپلانو در زبان اسپانیایی به معنای «دشت مرتفع» است و پهناورترین فلات دنیا پس از فلات تبت به شمار می‌رود و گرچه بخش عمده آن در کشور بولیوی قرار دارد ولی بخش‌های شمالی آن در پرو و بخش‌های جنوبی آن در شیلی و آرژانتین نیز گسترده شده‌است.
چندین شهر از این کشورها در آلتیپلانو واقع شده‌اند که ال آلتو، لاپاز، اورورو و پونو از جمله آن‌ها هستند. بخش شمال شرقی آلتیپلانو از بخش‌های جنوب غربی آن مرطوب‌تر است. در بخش‌های جنوب غربی به دلیل خشکی هوا چندین کویر و نمک‌زار بزرگ پدید آمده‌است. دریاچه تیتیکاکا در مرز بولیوی و پرو، بزرگ‌ترین دریاچه آمریکای جنوبی است. دریاچه پوپو در بولیوی نیز در جنوب آن قرار داشت که در دسامبر ۲۰۱۵ خشک شد و مشخص نیست که این دریاچه که دومین دریاچه بولیوی است، قابل احیا باشد.
پیش از کشف قاره آمریکا توسط کریستف کلمب، در آلتیپلانو چندین تمدن مانند شیریپا، تیاهواناکو و امپراتوری اینکا وجود داشته‌است. این منطقه در قرن ۱۶ میلادی مستعمره دولت اسپانیا شد.
فعالیت‌های اقتصادی عمده در آلتیپلانو شامل معدن‌کاری، پرورش لاما و شترچه و بخش خدمات در شهرها و همچنین گردشگری بین‌المللی ست.